# Schlumbergerinidae
Schlumbergerinidae es una familia de foraminíferos bentónicos de la superfamilia Rzehakinoidea, del suborden Schlumbergerinina y del orden Schlumbergerinida. Su rango cronoestratigráfico abarca el Holoceno, aunque si incluye Tekkeina abarcaría desde el Cretácico superior.

## Discusión
Clasificaciones previas han incluido el género de Schlumbergerinidae (Schlumbergerina) en la familia Haurinidae, de la superfamilia Milioloidea, del suborden Miliolina y del orden Miliolida. Ha sido incluido también en el suborden Rzehakinina y en el orden Lituolida, aunque estos taxones han sido considerados sinónimos posteriores de Schlumbergerinina y Schlumbergerinida respectivamente.

## Clasificación
Schlumbergerinidae incluye al siguiente género:
- Schlumbergerina

Aunque con dudas, también se ha considerado como perteneciente a esta familia el siguiente género:
- Tekkeina